# 裨海紀遊
《裨海紀遊》，又名《採硫日記》，為清朝官員郁永河所著，書中描繪17世紀的台灣風土民情，並在當時採礦處今北投龍鳳谷有碑誌之。

## 主旨
該書分為上、中、下三卷。上卷說明來臺緣由，並記錄從福州到鹿耳門的行程，以十二首「臺灣竹枝詞」作結。中卷分為「採硫物資」、「西部大縱走」以及「北投採硫」三部分。下卷縱論山川形勢與風俗民情，以二十四首「土番竹枝詞」作結。

## 內容
清康熙三十五年（1696年）冬福建福州火藥庫火災，焚毀火藥50餘萬斤，依規定典守者福州府知府需要負責補齊該差額，實際負責管理火藥庫任務為正五品同知王仲千。因火藥所需硫磺甚為珍貴，福建並無產地，該知府所轄同知王仲千麾下幕賓郁永河自告奮勇前往台灣北部的北投硫磺產地採硫。
康熙36年（1697年）元月底（農曆，以下皆同），自福建出發，經過金門、廈門、澎湖，在 2月25日抵達台南，沿途風光，包括對黑水溝的奇航都有特殊的記述。在府城停留了2 個多月，備辦了採硫、煉硫的工具。不顧好友勸告，自願親自率隊由陸路行走到淡水 的目的地。4月7日出發，渡過大洲溪，經過新港社、嘉溜灣社、麻豆社;又渡過茅港 尾溪和鐵線橋溪，經過倒咯國社;又夜渡急水溪、八掌溪，抵達諸羅山;又渡過牛跳 溪，經過打貓社、他里霧社、柴里社;又渡過虎尾溪、西螺溪、東螺溪三溪，經過大 武郡社、半線社、啞束社、大肚社、沙轆社、牛罵社;又經過大甲、吞霄、新港仔、 後々、中港、竹塹、南嵌、八里分社;再乘莽葛(原住民用的船; banka)到淡水，這時已經是4月27日，雖然一路行色匆匆，但是仍然記錄下了17世紀末期台灣許多番社的風光。
書內提到的康熙台北湖、1694年康熙大地震常為後人所爭論。

## 史料價值

### 史料價值
- 《裨海紀遊》原文數提供現代人想像1697年的世界，這塊土地上除了台南附近開發成農業社會，其他大部份土地是未進入農業社會的世界。[4]如《裨海紀遊卷中》紀載:「平原一望，罔非茂草，勁者覆頂，弱者蔽肩，車馳其中，如在地底，草梢割面破項，蚊蚋蒼蠅吮咂肌體，如飢鷹餓虎，撲逐不去。炎日又曝之。」；「草廬中，四壁陶瓦，悉茅為之，四面風入如射，臥恆見天。青草上榻，旋拔旋生。雨至，室中如洪流。蟬琴蚓笛，時沸榻下。」「出戶，草沒肩，古木樛結，不可名狀；惡竹叢生其間，咫尺不能見物。」[4][5]
- 黃文德認為：郁永河對臺灣的自然、文化、歷史，甚至知識份子的倫理思維觀察，則有其特殊地位。因為此書不同於傳統中國文人盲目鄙視原住民，或者在論述中將部落民族的不同於漢文化的奇風異俗作為獵奇 （Curious hunting）的對象，而是誠懇地表達漢民族誤對於解原住民的告解。[6]列舉重要相關研究如下:
  - 陸傳傑所著《裨海紀遊新注》為對該書的重要註解。
  - 郁永河, 楊龢之，2004，遇見三百年前的臺灣：裨海紀遊。台北：圓神出版社。藉以描述當時的台灣地貌、風土、民情。
  - 郁永河《裨海紀遊》 - 全國新書資訊網 （页面存档备份，存于）
  - 評郁永河的《裨海紀遊》並論台灣文學史上的傳奇時代為重要評論文章。

## 延伸閱讀
- 裨海紀遊 - Google Search （页面存档备份，存于）
- 陸傳傑，2001，裨海紀遊新注。臺灣：大地地理出版事業股份有限公司。
- 郁永河, 楊龢之，2004，遇見三百年前的臺灣：裨海紀遊。台北：圓神出版社。
- 郁永河《裨海紀遊》 - 全國新書資訊網 （页面存档备份，存于）
- 評郁永河的《裨海紀遊》並論台灣文學史上的傳奇時代

## 外部連結
- 郁永河《裨海紀遊》路線圖
- 裨海紀遊 HD 720p - YouTube（页面存档备份，存于）
- 裨海紀遊（页面存档备份，存于） - 數位典藏與學習國家型計畫
- 【台灣文獻叢刊·第 044 種】裨海紀遊（清）郁永河著（页面存档备份，存于）
- 三百年前臺灣西部大旅行－讀《裨海紀遊》（上卷）（Tony的自然人文旅記第0400篇）（页面存档备份，存于）